# Zyras ngaoensis
Zyras ngaoensis – gatunek chrząszcza z rodziny kusakowatych i podrodziny rydzenic.
Gatunek ten opisał po raz pierwszy w 1996 roku Roberto Pace na łamach „Revue suisse de Zoologie”. Jako lokalizację typową wskazano brzeg kenijskiego jeziora Shakababo koło Ngao.
Chrząszcz o wydłużonym w zarysie ciele długości 7,1 mm. Głowa jest rudobrązowa, wyraźnie punktowana, z wierzchu matowa i wyraźnie siateczkowana, w pozostałych miejscach niesiateczkowana i błyszcząca. Czułki mają człony pierwszy, drugi, trzeci i jedenasty żółtoczerwonawe, a człony pozostałe rudobrązowe. Rudożółte, błyszczące przedplecze ma wyraźne punktowanie i zatarte siateczkowanie. Pokrywy są błyszczące, rudożółte z brązowo przyciemnionymi kątami tylno-zewnętrznymi, wyraźnie punktowane, bardzo niewyraźnie siateczkowane. Kolor odnóży jest rudożółty. Odwłok jest błyszczący, wyraźnie punktowany i wyraźnie siateczkowany, rudożółty z rudobrązowymi wolnymi urotergitami trzecim, czwartym i piątym. Samiec ma wyrostki boczne pierwszego z wolnych urotergitów dłuższe niż u podobnego Z. afer i zakrzywione.
Owad afrotropikalny, znany wyłącznie z Kenii